# Warschauer Kniefall

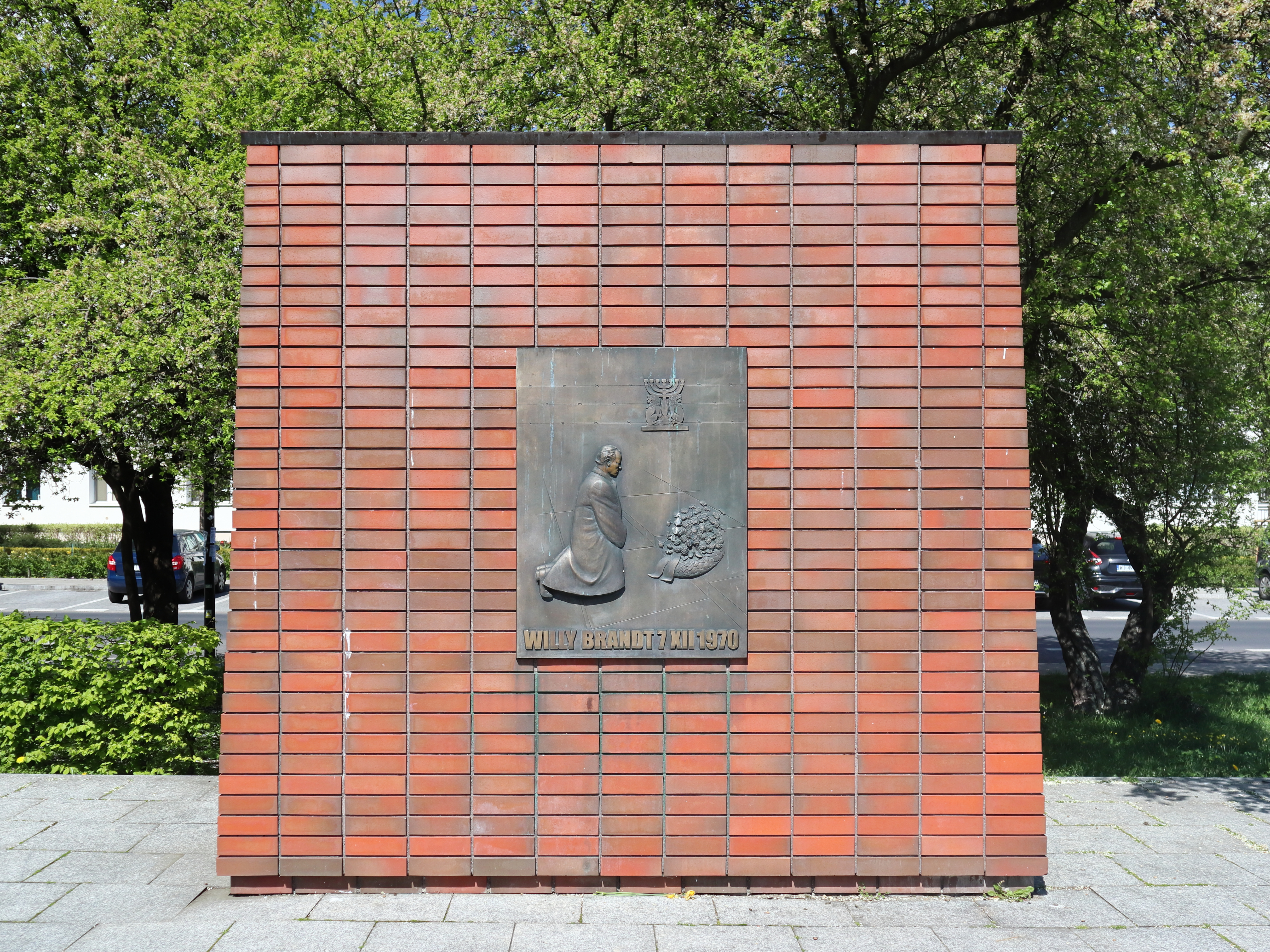
Monumento a Willy Brandt nella piazza a lui dedicata a Varsavia

Kniefall von Warschau è un termine tedesco che significa "genuflessione di Varsavia", che si riferisce all'avvenimento del 7 dicembre 1970 quando il cancelliere della Germania Ovest Willy Brandt, mentre visitava un monumento alla rivolta del ghetto di Varsavia del periodo nazista nella Repubblica Popolare Polacca, sorprendendo tutti, in maniera spontanea si inginocchiò. L'occasione era la firma del trattato di Varsavia tra la Germania Ovest e la Repubblica Popolare Polacca. Bisogna notare che Brandt stesso era stato sempre un fiero oppositore del regime nazista.

## Storia
In Germania Ovest, il gesto di Brandt fu molto controverso e impopolare, specialmente tra i conservatori e i liberali, ma anche tra molti social-democratici; Brandt fu aspramente criticato dalla stampa per non essere stato patriottico. Secondo un saggio del Der Spiegel dell'epoca, il 48% dei tedeschi credeva che inginocchiarsi fosse esagerato, il 41% lo ritenne il gesto appropriato, e l'11% non espresse alcuna opinione.
Questo fu uno dei molti argomenti che l'opposizione utilizzò per avanzare un voto di sfiducia costruttiva nell'aprile 1972 contro Brandt, che fu respinta per due soli voti. Fu in seguito scoperto che almeno uno (forse due) dei membri dell'opposizione conservatrice erano stati corrotti dalla Stasi per votare in favore di Brandt. In termini storici, Brandt guadagnò molti consensi per il suo gesto, e si crede che questa sia una delle ragioni per cui sia stato insignito del premio Nobel per la pace nel 1971.
Mentre al tempo le reazioni positive possono essere state limitate, questa manifestazione di umiltà fu un piccolo passo, ma vitale, nel processo di ricucitura delle fratture che la seconda guerra mondiale aveva creato tra la Germania Ovest e l'Europa dell'est. Quello di Brandt fu anche un importante episodio di Vergangenheitsbewältigung, ossia di elaborazione critica di un passato scomodo che per molti tedeschi era diventato un tabù. Il 6 dicembre 2000, in occasione del trentesimo anniversario dell'evento, fu eretto a Varsavia un monumento commemorativo in piazza Willy Brandt (vicino al monumento agli eroi del ghetto di Varsavia).